# Mindomys hammondi
Mindomys hammondi је врста глодара из породице хрчкова (лат. Cricetidae).

## Распрострањење
Еквадор је једино познато природно станиште врсте.

## Станиште
Врста Mindomys hammondi има станиште на копну.

## Угроженост
Ова врста се сматра угроженом.

### Популациони тренд
Популација ове врсте се смањује, судећи по расположивим подацима.